# Hejőkürt
Hejőkürt este un sat în districtul Tiszaújváros, județul Borsod-Abaúj-Zemplén, Ungaria, având o populație de 302 locuitori (2011). 

## Demografie
Componența etnică a satului Hejőkürt
     Maghiari (96,58%)
     Romi (3,42%)
Componența confesională a satului Hejőkürt
     Romano-catolici (55,96%)
     Reformați (14,24%)
     Fără religie (8,61%)
     Greco-catolici (1,66%)
     Necunoscută (19,54%)
Conform recensământului din 2011, satul Hejőkürt avea 302 locuitori. Din punct de vedere etnic, majoritatea locuitorilor (96,58%) erau maghiari, cu o minoritate de romi (3,42%).  Din punct de vedere confesional, majoritatea locuitorilor (55,96%) erau romano-catolici, existând și minorități de reformați (14,24%), persoane fără religie (8,61%) și greco-catolici (1,66%). Pentru 19,54% din locuitori nu este cunoscută apartenența confesională.